# Dicranella venezuelana
Dicranella venezuelana là một loài Rêu trong họ Dicranaceae. Loài này được (Dozy & Molk.) W.R. Buck mô tả khoa học đầu tiên năm 1979.